# Capa (aprenentatge profund)

Comparació de la convolució, l'agrupació i les capes denses de LeNet i AlexNet. (La mida de la imatge d'AlexNet hauria de ser 227x227x3, en comptes de 224x224x3, de manera que les matemàtiques sortiran bé. El document original deia números diferents, però Andrej Karpathy, el cap de visió per computador de Tesla, va dir que hauria de ser 227x227x3 (va dir que l'Alex no va descriure per què va posar 221x2 1x221x2). amb gambada 4: 55x55x96 (en lloc de 54x54x96) Es calcularia, per exemple, com: [(amplada d'entrada 227 - amplada del nucli 11) / gambada 4] + 1 = [(227 - 11) / 4] + 1 = 55 d'amplada d'àrea, ja que la seva àrea és la mateixa amplada que 55. 55 x 55.)

Una capa en un model d'aprenentatge profund és una estructura o topologia de xarxa en l'arquitectura del model, que pren informació de les capes anteriors i després la passa a la següent.

## Tipus de capes
El primer tipus de capa és la capa Densa, també anomenada capa completament connectada, i s'utilitza per a representacions abstractes de dades d'entrada. En aquesta capa, les neurones es connecten a totes les neurones de la capa anterior. A les xarxes de perceptrons multicapa, aquestes capes s'apilen juntes.
La capa convolucional s'utilitza normalment per a tasques d'anàlisi d'imatges. En aquesta capa, la xarxa detecta vores, textures i patrons. Les sortides d'aquesta capa s'alimenten a una capa completament connectada per a un processament posterior. Vegeu també: model CNN.
La capa d'agrupació s'utilitza per reduir la mida de l'entrada de dades.
La capa recurrent s'utilitza per al processament de text amb una funció de memòria. De manera similar a la capa convolucional, la sortida de les capes recurrents normalment s'alimenta a una capa completament connectada per a un processament posterior. Vegeu també: model RNN.
La capa de normalització ajusta les dades de sortida de les capes anteriors per aconseguir una distribució regular. Això es tradueix en una millora de l'escalabilitat i la formació del model.
Una capa oculta és qualsevol de les capes d'una xarxa neuronal que no són capes d'entrada ni de sortida.

## Diferències amb les capes del neocòrtex
Hi ha una diferència intrínseca entre la capa d'aprenentatge profund i la capa neocortical: la capa d'aprenentatge profund depèn de la topologia de la xarxa, mentre que la capa neocortical depèn de l'homogeneïtat intracapes.